# Hermanos Ray
Ricky Ray (1977 - 13 de diciembre de 1992), Robert Ray (1978 - 20 de octubre de 2000) y Randy Ray (1979 - 18 de mayo de 2023) fueron tres hermanos hemofílicos a los cuales les fue diagnosticado VIH en 1986.  Contrajeron la enfermedad al recibir sangre contaminada para sus trasfusiones periódicas. A consecuencia de ello, fueron expulsados del colegio por temor a contagios.
Hijos de Louise y Clifford Ray vivían en Arcadia, Florida en Estados Unidos, fueron los demandantes ante la corte federal norteamericana frente a la junta directiva escolar del colegio De Soto County, reclamando que los niños pudiesen asistir al colegio a pesar  de ser portadores del virus VIH.  Aunque los hermanos Ray salieron victoriosos en la sentencia judicial, la casa de la familia Ray fue incendiada una semana después de la decisión judicial en 1987, obligándoles a tener que abandonar la localidad de Arcadia.
Ricky Ray falleció en 1992 a la edad de 15 años. Robert tenía 22 años cuando murió a consecuencia de la enfermedad en 2000. Poco después, el padre, Clifford Ray, intentó suicidarse. Él reconoció que se salvó gracias a la intervención de Louise, su esposa durante 32 años y enfermera titulada. Randy Ray vivió en Orlando, Florida, y controló su infección gracias a los medicamentos. Su hermana pequeña Candy, nacida en 1980, también vive en la ciudad de Orlando. Clifford Ray y Louise afirman que gracias a sus dos hijos biológicos y su hijo adoptivo Duke, tiene cuatro estupendos nietos de los que disfrutar.
Los medios de comunicación siguieron el incendio intencionado y el activismo de la familia Ray, que a menudo se considera un símbolo de la historia del sida en Estados Unidos.
En 1998 el congreso americano creó el fondo The Ricky Ray Hemophilia Relief Fund que proporcionaría compensaciones económicas a las personas que contrajeron el VIH de sangre contaminada entre el 1 de julio de 1982 y el 31 de diciembre de 1987.
Randy Ray falleció el 18 de mayo de 2023.